# Maroua
Maroua je grad na krajnjem sjeveru Kameruna, sjedište regije Extrême-Nord i departmana Diamaré. Leži na rijekama Ferngo i Kaliao, u podnožju planine Maroua. S okolnim područjem čini središte kamerunske industrije pamuka. U gradu su i poljoprivredno učilište te etnografski muzej. Ulice su široke, s brojnim drvoredima. Maroua je jedan od gradova s najviše džamija u državi.
Klima područja je sahelska, suha i vruća veći dio godine.
Sjeverno od grada nalazi se nacionalni park Waza. Osnovan je 1968. godine, a od 1979. je UNESCO-ov rezervat biosfere. Poznat je po lavovima, slonovima, žirafama i kob antilopama. Maroua je obično polazišna točka za posjet nacionalnom parku, i to od prosinca do svibnja, u razdoblju koje se smatra turističkom sezonom.
Prema popisu iz 2001. godine, Maroua je imala 271.700 stanovnika, čime je bila 5. grad po brojnosti u državi. Većina stanovnika su muslimani sufiji.

## Vanjske poveznice

### Ostali projekti
|  | Zajednički poslužitelj ima još gradiva o temi Maroua |